# Lawrence Grant
Lawrence Grant, nato Percy Reginald Lawrence-Grant (Bournemouth, 30 ottobre 1870 – Santa Barbara, 19 febbraio 1952), è stato un attore britannico.

## Filmografia parziale
- The Eternal City, regia di Hugh Ford e Edwin S. Porter (1915)
- To Hell with the Kaiser!, regia di George Irving (1918)
- Someone Must Pay, regia di Ivan Abramson (1919)
- Held in Trust, regia di John Ince (1920)
- The Chorus Girl's Romance, regia di William C. Dowlan (1920)
- Someone in the House, regia di John E. Ince (1920)
- Extravagance, regia di Phil Rosen (1921)
- The Great Impersonation, regia di George Melford (1921)
- The Dramatic Life of Abraham Lincoln, regia di Phil Rosen (1924)
- Felicità (Happiness), regia di King Vidor (1924)
- La sua ora (His Hour), regia di King Vidor (1924)
- La granduchessa e il cameriere (The Grand Duchess and the Waiter), regia di Malcolm St. Clair (1926)
- The Vision, regia di Arthur Maude (1926)
- The Duchess of Buffalo, regia di Sidney Franklin (1926)
- Service for Ladies, regia di Harry d'Abbadie d'Arrast (1927)
- A Gentleman of Paris, regia di Harry d'Abbadie d'Arrast (1927)
- Serenata (Serenade), regia di Harry d'Abbadie d'Arrast (1927)
- Hold 'Em Yale, regia di Edward H. Griffith (1928)
- Nido d'amore (Doomsday), regia di Rowland V. Lee (1928)
- La dama di Mosca (The Woman from Moscow), regia di Ludwig Berger (1928)
- Cercasi avventura (Bulldog Drummond), regia di F. Richard Jones (1929)
- The Cat Creeps, regia di Rupert Julian e John Willard (1930)
- La figlia di Fu Manchu (Daughter of the Dragon), regia di Lloyd Corrigan (1931)
- Naturich la moglie indiana (The Squaw Man), regia di Cecil B. DeMille (1931)
- Nell'oasi del terrore (The Unholy Garden), regia di George Fitzmaurice (1931)
- Shanghai Express, regia di Josef Von Sternberg (1932)
- Il professore (Speak Easily), regia di Edward Sedgwick (1932)
- La maschera di Fu Manciu (The Mask of Fu Manchu), regia di Charles Brabin (1932)
- Nanà (Nana), regia di Dorothy Arzner e George Fitzmaurice (1934)
- Il segreto del Tibet (Werewolf of London), regia di Stuart Walker (1935)
- Le due città (A Tale of Two Cities), regia di Jack Conway (1935)
- Annie del Klondike (Klondike Annie), regia di Raoul Walsh (1936)
- Lord Fauntleroy (Little Lord Fauntleroy), regia di John Cromwell (1936)
- Maria di Scozia (Mary of Scotland), regia di John Ford (1936)
- L'ottava moglie di Barbablù (Bluebeard's Eighth Wife), regia di Ernst Lubitsch (1938)
- Il figlio di Frankenstein (Son of Frankenstein), regia di Rowland V. Lee (1939)
- Il dottor Jekyll e Mr. Hyde (Dr. Jekyll and Mr. Hyde), regia di Victor Fleming (1941)
- L'agente confidenziale (Confidential Agent), regia di Herman Shumlin (1945)